# Baekers & Raijmakers' Textielfabrieken
Baekers (& Raijmakers) Textielfabrieken (BARA) was een Eindhovens textielbedrijf dat na 100 jaar in 1966 ophield te bestaan.

## Institutionele geschiedenis
In 1866 vormden fabrikant Willebrordus Johannes Baekers (1840-1907) en financier Antonius van Moll (1804-1887) onder de naam Baekers & Cie een grossierderij in Belgische geweven goederen, zoals tijk (voor matrasbekleding) en pellen (huishoudtextiel). Van Moll trad op 25 juni 1868 terug en werd opgevolgd door zijn stiefzoon Leonardus Hubertus Johannes Raijmakers (1842-1917). De firmanaam veranderde in Baekers & Raijmakers, vaak afgekort tot BARA. In 1876 trad Raijmakers al weer uit de firma, die eind 1919 werd omgezet in de NV Baekers & Raijmakers’ Textielfabrieken. Van 1920 tot 1926 had Baekers een filiaalbedrijf met een weverij in de voormalige textielfabriek Holland te Mierlo-Hout.
In 1931 werd de NV Representa opgericht, een agentuur- en commissiehandel in textielgoederen. In 1944 kreeg deze dochteronderneming een andere naam en invulling: NV ENTA Confectiefabriek (Eindhovens Naai- en Textielatelier) met een eigen afdeling in de fabriek in Eindhoven (tot 1976) en een productiefiliaal voor bedrijfs-, sport- en kinderkleding in Oirschot (1956 tot begin jaren ’60). 
In 1952 veranderde de naam in NV Baekers’ Textielfabrieken. Eind 1961 ging BARA op in de onsuccesvolle holding BEHTI (Baekers-Elias-De Haes-Textielindustrie), die zich in 1965 aansloot bij de Koninklijke Nederlandse Textiel-Unie (KNTU). In feite betekende dit het einde van het bedrijf van Baekers, waarvan de producten met de merknaam BARA wel nog jarenlang op de markt werden gebracht door NV De Haes-Holland. Formeel is NV Baekers’ Textielfabrieken opgeheven per 19 augustus 1966.

## Spoorstraat
In 1866 kochten Baekers en Van Moll een stuk grond aan de Spoorstraat/Parallelweg in Woensel (tegenwoordig de Mathildelaan in Eindhoven), waarop ze het eerste bedrijfspand bouwden. Vanuit deze plek, strategisch op de splitsing van de toen recent aangelegde spoorlijnen naar Noord-Nederland respectievelijk richting België, vonden de eerste handelsactiviteiten plaats: de thuiswevers kochten de kettingdraden voor hun weefwerk en brachten het doek daarna weer retour ter verpakking en verzending. Het eenvoudige handweefbedrijf (anno 2019 ter plekke van de Lichttoren aan de Mathildelaan) werd in 1907 omgezet in een machinale weverij. Dit gebeurde door de voortvarende Hendrikus Judocus Alphonsus (Henri) Baekers (1873-1932), die zijn in dat jaar overleden vader had opgevolgd als directeur-eigenaar. BARA weefde linnen en pellen, gordijn- en meubelstoffen, damast en het befaamde markiezendoek. Het bedrijf werd verder gemechaniseerd en uitgebreid op de driehoek tussen Spoorstraat, Emmasingel en het steeds uitbreidende Philips. In 1916 werden de grond en het inmiddels te kleine pand verkocht aan de NV Philips en werd een geheel nieuw fabriekscomplex aan de noordzijde van het spoor in gebruik genomen (anno 2019 bij de Steenstraat en de Clara Wichmannstraat).

## Steenstraat
In de hierop volgende jaren werd het complex uitgebreid (bijvoorbeeld in 1928 het hoge betonnen gebouw en in 1929 de tweede schoorsteen). Rond 1930 telde het bedrijf op het zeer grote fabrieksterrein van acht hectare een bedrijfsbebouwing van circa 15.000 m². Er zijn vele honderden medewerkers, vaak meerdere leden uit een gezin. De producten gingen de hele wereld over. Willibrordus Norbertus Johannes (Willy) Baekers voerde vanaf 1925 samen met zijn vader de directie en na diens overlijden in 1932 alleen. Vader en zoon vervulden diverse functies in het Eindhovense economische en maatschappelijke leven. Na nog directeur van de NV De Haes-Holland te zijn geweest ging Willy Baekers in 1966 met pensioen. 
In 1976 kocht de gemeente Eindhoven het grote complex aan de Steenstraat. In mei 1977 vond een grote brand plaats in het ruwdoekmagazijn, met ook veel schade op andere plaatsen in het fabriekspand aan de Steenstraat 1. De Haes-Holland – inmiddels onderdeel van Gamma Holding – huurde de fabriek nog tot de sluiting in 1980. Er waren op dat moment nog 155 mensen aan het werk. In de loop van 1981 werden de panden gesloopt, waarbij het opblazen van de twee fabrieksschoorstenen op 13 oktober van dat jaar het definitieve einde betekende van deze bedrijfsgeschiedenis.